# 雷斯魔
雷斯魔（英語：The Rasmus）是一個芬蘭的樂團，於1994年在赫爾辛基成立，當時樂團成員都還是高中生。在他們發行《Into（著魔）》（2001）之前，團名為Rasmus，但之後改成The Rasmus，以免和一個瑞典的同名DJ混淆。以2003年的暢銷曲"In The Shadows"揚名於北歐之外，獲得全球媒體的注意。
2022年2月26日雷斯魔赢得了芬兰新音乐比赛，将代表芬兰参加2022年欧洲歌唱大赛。

## 樂團歷史
雷斯魔成立於1994年末，當時樂團成員都還在高中，最初團名為Sputnik，然後是Antilla，接著是Rasmus(一個沒有特殊意義的北歐男子名)。他們錄製了第一張單曲"1st"(1995年透過Teja G. Records獨立發行)之後於Warner Music Finland旗下發行第一張專輯Peep，此時樂團成員都才十六歲，本專輯成為暢銷金曲，同時樂團也在芬蘭和愛沙尼亞演出一百多場。於1996年獲得芬蘭的Emma音樂獎最佳新人。1997年他們發行了第二張專輯Playboys，此張專輯和單曲"Blue"一起成為芬蘭暢銷金曲。他們繁忙的現場演出行程包含跟隨腐臭乐队和Dog Eat Dog以及在赫爾辛基奧林匹克體育場舉行的的音樂節。

## 樂團成員

### 成員
主唱: Lauri Ylönen(洛力)-主唱 (1994-現今)

吉他手: Pauli Rantasalmi(保力) (1994-現今)

鼓手: Aki Hakala(阿奇) (1998-現今)

貝斯手: Eero Heinonen(小羅) (1994-現今)

### 過去成員
鼓手: Janne Heiskanen (1994-1998)

### Lauri Ylönen(洛力)-主唱
於1979年4月23日出生在赫爾辛基，全名為Lauri Johannes Ylönen。主要的歌曲創作人。曾跨刀與芬蘭的金屬啟示錄和 维勒·瓦洛 (HIM主唱)合作。也和Pauli Rantasalmi(保力)一起為Dynasty成員Killer以及Kwan製作專輯。在2005年，他和其他的Dynasty成員成立了他們自己的唱片公司Dynasty Recordings。

### Aki Hakala(阿奇)-鼓手
全名為Aki-Markus Juhani Hakala，1979年10月28日出生於芬蘭埃斯波。1999年在原鼓手Janne Heiskanen離團後加入，原本是在樂團的演出時賣週邊商品的，在和Pauli即興演奏之後加入樂團。他表示，他這輩子唯一擅長的事情就是打鼓，其他什麼都不會——雖然他過去曾在芬蘭影集"Siamin tytöt"中演出，而且他也會彈吉他。在進入The Rasmus前，他曾擔任Killer和Kwan的鼓手。2006年夏天，他終於決定接受視力矯正手術，現在已經不需要他的註冊商標—黑框眼鏡了。

## 歷年作品

### 專輯
- Peep 1996
- Playboys 1997 Warner Music
- Hellofatester 1998
- Into（著魔） 2001
- Dead Letters（黑夜魔咒）2003年3月22日，Polydor Records, Interscope Records
- Hide from the Sun（黑夜之子）2005年9月12日
- Black Roses（2008年9月24日）
- The Rasmus（2012年4月18日）
- Dark Matters（2017年10月6日）

### 精選集
- Hellofacollection (2001). Includes songs from Peep, Playboys, Hellofatester and Into.

### 單曲
- "1st"  (1995)
- "2nd" (1996)
- "3rd"  (1996)
- "Kola"  (1997)
- "Blue" (1997)
- "Playboys" (1997)
- "Ice" (1998)
- "Liquid" (1998)
- "Swimming With The Kids" (1999)
- "F-F-F-Falling" (2001)
- "Chill" (2001)
- "Madness" (2001)
- "Heartbreaker / Days" (2002)
- "In The Shadows" (2003) (2004- UK)
- "In My Life" (2003)
- "First Day Of My Life" (2003) (2004- UK)
- "Funeral Song (The Resurrection)" (2004)
- "Guilty" (2004)
- "No Fear" (2005)
- "Sail Away" (2005)
- "Shot" (2006) (Also available for digital download in UK)

## 外部連結
- The Rasmus website （页面存档备份，存于）
- Playground Music Scandinavia （页面存档备份，存于）
- DRT Entertainment